# Tridimeris
Tridimeris es un género de plantas fanerógamas  perteneciente a la familia de las anonáceas. Tiene dos especies que son nativas de México.

## Taxonomía
El género fue descrito por Henri Ernest Baillon y publicado en Adansonia 9: 219. 1869.  La especie tipo es:  Tridimeris hahniana

## Especies
| - Tridimeris baillonii - Tridimeris hahniana |